# Cicatricea (roman)
Cicatricea (cu titlul original The Scar) este al treilea roman scris de China Miéville, descris chiar de autor ca fiind o "ficțiune ciudată". Cicatricea a câștigat în 2003 premiul British Fantasy  și a fost nominalizat în 2003 la Premiul Arthur C. Clarke.  Miéville câștigase ambele premii în 2001 cu romanul său, Perdido Street Station,  și a câștigat din nou, în 2005, Premiul Arthur C. Clarke pentru Iron Council.
Romanul Cicatricea a mai fost nominalizat pentru Premiul Philip K. Dick în 2002 și pentru Premiul Hugo în 2003. 
Deși acțiunea romanului se petrece în aceeași lume ca și Stația Pierzaniei, Cicatricea nu este o continuare, chiar dacă evenimentele se desfășoară imediat după cele descrise în Stația Pierzaniei.

## Sumar
Cicatricea începe cu descrierea călătoriei unei mici nave plecate din Noul Crobuzon (orașul în care se petrece acțiunea romanului Stația Pierzaniei). Nava se îndreaptă spre noua colonie a orașului, Nova Esperium, care se află dincolo de Oceanul Agitat. La bord se află:
- Bellis Coldwine, specialistă în limbaj, rece, rezervată, fugind ca să-și salveze viața din pricina acuzațiilor aduse ei în legătură cu evenimentele din Stația Pierzaniei.
- Johannes Tearfly, savant cu interes în megafaună și viața marină.
- Tanner Sack, un criminal refăcut (adică al cărui trup fusese alterat chirurgical și magic drept pedeapsă pentru crimele lui) care urmează a fi vândut ca sclav.
- Șekel, un tânăr servitor care se împrietenește cu Tanner.

Înainte să ajungă la Nova Esperium, nava este capturată de pirați, iar pasagerii, echipajul și deținuții sunt forțați să devină cetățeni ai Armadei, un oraș plutitor făcut din mii de vase legate între ele. Tanner folosește prilejul pentru a profita de modificările aduse trupului său. Se supune unei noi proceduri de refacere și devine amfibian. Fiind tratat acum ca un cetățean cu drepturi egale și nu ca un prizonier, Tanner devine cel mai loial membru al Armadei.
În acest timp, Bellis își urăște noua viață de bibliotecară a vastei colecții de cărți furate a orașului și tânjește de dorul casei (oarecum ironic, de vreme ce tocmai fugise de acolo). Ea este remarcată de puternicul Uther Doul, garda de corp a Amanților, misterioșii conducători plini de cicatrici ai Armadei. Doul, din propriile lui motive, o implică pe Bellis tot mai mult în afacerile orașului. Curând, ea află detalii secrete ale unui plan al Amanților de a captura o creatură fabuloasă a mării, numită avanc. Tot atunci, ea întâlnește un spion al Noului Crobuzon pe nume Silas Fennec, care îi destăinuie că măcinătorii din Marea Ghearei Reci plănuiesc un război împotriva Noului Crobuzon. Silas se îndrepta spre casă pentru a-și avertiza șefii de acest război (salvând astfel viețile a milioane de nevinovați ce aveau să fie măcelăriți de măcinători) când fusese capturat de Armada. Bellis și Silas se simt atrași unul de celălalt și suferă pentru că nu sunt în stare să-și salveze orașul natal.
Curând, Bellis descoperă în biblioteca Armadei informația de care aveau nevoie Amanții pentru a captura avanc-ul. Știind că trebuie să ajungă acasă, distruge informația. Acest lucru îi forțează pe Amanți să-l cheme pe Krüach Aum, singura persoană care știa cum poate fi atrasă creatura. Armada formează o expediție către o insulă fără nume, insulă locuită de temuții anopheli (o rasă de oameni-tânțari). Amanții îl găsesc acolo pe Aum și capătă informația de care aveau nevoie, în vreme ce Bellis reușește să trimită un mesaj acasă, avertizând asupra războiului iminent cu măcinătorii. Armada capturează avanc-ul – o sarcină titanică, de vreme ce monstrul are câțiva kilometri lungime. Atunci se descoperă adevăratul plan al Amanților: să folosească puterea avanc-ului pentru a trage întregul oraș  spre Cicatrice, un loc aflat la capătul lumii, unde realitatea își pierde înțelesul și unde totul devine posibil. Amanții vor astfel să capete puterea supremă.
În timpul călătoriei prin apele necunoscute, orașul plutitor este supus la nenumărate încercări. Acțiunile mârșave ale lui Silas Fennec atrag furia flotei Noului Crobuzon și a măcinătorilor. Din această pricină, în Armada pornește războiul civil. Pe jumătate distrus, orașul plutitor se apropie de Cicatrice și suportă toate ororile ce însoțesc dizolvarea legilor realității. Recuperează un prieten naufragiat dintr-un alt șir de evenimente posibile și acesta îi avertizează că Armada se va prăbuți în Cicatrice și toată lumea va muri. Datorită revoltei ce se stârnește la auzul acestor vești dintr-un viitor posibil, Armada este forțată să se întoarcă în Oceanul Agitat, la o viață liniștită.
Ultimul capitol al cărții este un alt citat din scrisoarea lui Bellis, în care ea recunoaște cât de mult fusese folosită de către Doul. Cititorul rămâne să judece cât de mult controla Uther Doul evenimentele cărții, ce se petrecea datorită întâmplării și ce era planificat dinainte.

## Recepția romanului
Steven Poole a scris recenzia cărții pentru The Guardian și s-a plâns de stilul greoi de la începutul cărții: "Pe tot parcursul primelor 40 de pagini parcă auzi icnelile unui scriitor ce se chinuie să epateze" dar "după ce cartea depășește începul prost-gândit, Miéville pornește să construiască o acțiune incitantă cu spionaj și trădări." Încheie astfel: "Cicatricea demonstrează până la urmă destulă inventivitate și energie, strunite bine de o inteligență arhitectonică, arătând că Miéville este unul dintre cei mai creativi scriitori tineri din această zonă a ficțiunii."

## Premii
- 2002 - nominalizare la British Science Fiction Award[5]
- 2002 - nominalizare la Premiul Philip K. Dick[5]
- 2003 – premiul British Fantasy Award[1]
- 2003 – Premiul Locus Fantasy[1]
- 2003 – nominalizare la Premiul Arthur C. Clarke[1]
- 2003 – nominalizare la Premiul Hugo[1]
- 2003 – nominalizare la premiul World Fantasy Award[1]